# Fritz Heinemann (Bildhauer)

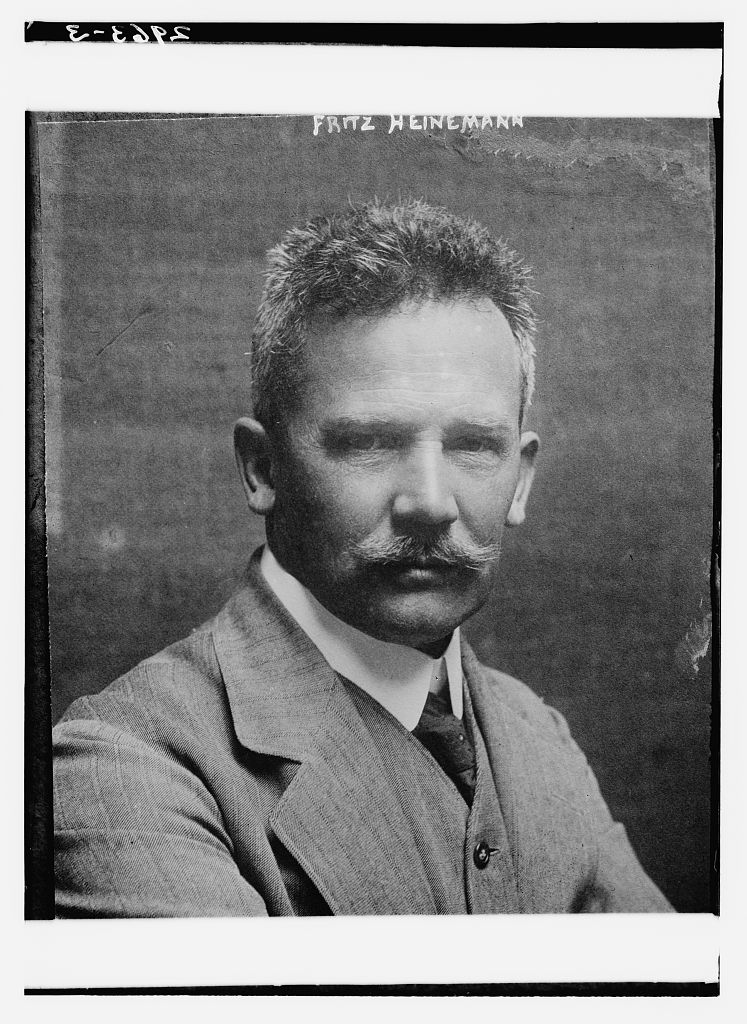
Fritz Heinemann

Fritz Heinemann (* 1. Januar 1864 in Altena; † 1. Dezember 1932 in Berlin) war ein deutscher Bildhauer.

## Leben
Heinemann besuchte von 1883 bis 1886 die Nürnberger Kunstschule, wechselte dann bis 1889 an die Berliner Akademie der Künste, wo Albert Wolff, Fritz Schaper und Gerhard Janensch zu seinen Lehrern zählten. 1888 stellte er erstmals auf der Großen Berliner Kunstausstellung aus. Von 1889 bis 1905 war Heinemann als Lehrer an der Unterrichtsanstalt des Kunstgewerbemuseums Berlin tätig. Studienreisen führten ihn nach Paris (1891) und Rom (1892).
Heinemann wohnte um 1912 in Berlin-Dahlem in der Cecilienallee 4. Er war verheiratet mit Alice Tonn († 1951), der Tochter eines Rittmeisters aus Nakel. Aus der Ehe gingen die zwei Töchter Edit und Alix hervor. Die Ehe wurde 1902 geschieden.
Fritz Heinemann wurde auf dem Friedhof Dahlem beigesetzt. Sein schmuckloser Grabstein ist erhalten (Stand 2024). Es handelt sich um ein Ehrengrab des Landes Berlin.

## Auszeichnungen
Fritz Heinemann war Träger einiger Orden, darunter der Rote Adlerorden IV. Klasse. 1897 erhielt er auf der Großen Berliner Kunstausstellung eine kleine Goldmedaille. Auf der Weltausstellung in St. Louis (1904) gewann er eine bronzene Medaille.

## Leistungen
Heinemann gehörte zu jenen Künstlern, die sich vom seinerzeit vorherrschenden Neubarock von Reinhold Begas und dessen Schülern mit einer tektonischen Formensprache im Sinne Adolf von Hildebrands absetzten. Einige Figuren stehen den Arbeiten von Auguste Rodin nahe. Sein Werk umfasst nahezu das gesamte bildhauerische Spektrum: Denkmäler, Grabmäler, Genrefiguren, Büsten und Kleinbronzen.

## Werke (Auswahl)
Die Hinweise erhalten entsprechen dem Bearbeitungsstand der Liste im Jahr 2013.
| Bezeichnung                               | Bild  | Standort/Verbleib                 | Art; Material                      | Datierung  | Weitere Informationen |
| ----------------------------------------- | ----- | --------------------------------- | ---------------------------------- | ---------- | --- |
| Mutter und Kind                           |       |                                   | Statuette; Marmor                  | 1891       | gekauft von Prinz Albrecht v. Preußen; 1 Exemplar von 48 cm Höhe, 2007 im Kunsthandel |
| Heimkehr vom Felde                        |       | Dessau; erhalten                  | Standbild; Bronze                  | 1896/97    | Goldmedaille der Gr. Berliner Kunstausstellung 1897; vom Museum Dessau erworben; als Kleinbronze Guss Bildgießerei Gladenbeck (38 und 57 cm) Sie zeigt eine junge Bäuerin mit einem Rechen in einer Hand und zwei kleinen Kindern an der anderen Hand bzw. auf dem Arm. Eine Kunstexpertin hat die Art der Darstellung als „heldenhaft“ bezeichnet und sie mit den antiken Athenen verglichen. In der Sendung Bares für Rares kam eine mittelgroße Bronzefigur zum Verkauf und erbrachte rund 2700 Euro bei den Händlern. |
| Grabmal Max Jaehns                        |       | Berlin; erhalten                  |                                    | um 1900    | Friedhof der Bethlehems- und Böhmischen Gemeinde |
| Grabmal Wilhelm Hauchecorne               | [ 3 ] | Berlin; erhalten                  | Stele mit Bildnismedaillon; Bronze | um 1900    | Dreifaltigkeitskirchhof II |
| Mutterglück                               |       |                                   | Standbild, Stein                   | um 1900    | |
| Heimkehr                                  |       |                                   | Standbild, Stein                   | um 1900    | |
| Relieftondo Theodor Billroth              |       | Bergen auf Rügen, erhalten        | Relieftondo; Bronze                | um 1900    | Das signierte Relieftondo befindet sich am Geburtshaus Billroths. |
| Die Kinder des Künstlers                  |       |                                   | Standbild, Stein                   | um 1900    | beide Kinderbüsten auf einer Plinthe, die Vornamen darauf eingemeißelt |
| Wilhelm I.                                |       | Schneidemühl zerstört             | Standbild; Bronze                  | 1903       | zwei Reliefs am Sockel und 1 großer bronzener Kaiseradler davor; 1945 von polnischen Behörden entfernt und zerstört |
| Edith und Alexandra                       |       |                                   |                                    | 1904       | |
| Bernhard Danckelmann                      |       | Eberswalde; erhalten              | Standbild, Bronze                  | 10.08.1905 | im Park am Weidendamm |
| Milchmädchen aus der Normandie            |       | Berlin, Nationalgalerie; erhalten | Statuette; Bronze                  | 1906/07    | Guss Gladenbeck |
| Fischermädchen aus der Normandie          |       |                                   | Statuette; Bronze                  | 1906/07    | Guss Gladenbeck (40 cm) |
| Bogenschütze                              |       | Königsberg verschollen            | Standbild; Bronze                  | 1910       | |
| Anmut (Nach dem Bade)                     |       | Korfu                             | Standbild                          | um 1910    | gekauft von Wilhelm II. für das Achilleion |
| Arbeitsloser                              |       |                                   |                                    | um 1930    | |
| Wahlagitator                              |       |                                   |                                    | um 1930    | |
| Wilhelm I.                                |       | Czarnikau; zerstört               | Standbild; Bronze                  |            | |
| Wilhelm I.                                |       | Bismarckhütte zerstört            | Büste; Bronze                      |            | |
| Wilhelm I. Karl d. Große                  |       | Duisburg; erhalten                | Standbilder; Bronze                |            | am Rathaus |
| Luther Melanchthon Bugenhagen             |       | Bretten erhalten                  | Standbilder                        |            | in der Gedächtnishalle des Melanchthonhauses |
| Fechter                                   |       | Potsdam; erhalten                 |                                    |            | im Park Sanssouci; auch als Kleinbronze Guss Gladenbeck (69 cm) |
| Brandenburger Bürger aus der Hussitenzeit |       | Berlin                            | Genregruppe Bronze                 |            | im Niederbarnimer Kreishaus |
| Tänzerin mit Gewand                       |       | Berlin; erhalten                  | Statue; Bronze                     | 1890       | im Theater des Westens (Foyer); als Kleinbronze Guss Gladenbeck (40 cm) |
| Bacchantin                                |       |                                   |                                    |            | |
| August Orth                               |       |                                   | Büste                              |            | |
| Amanda Lindner                            |       |                                   | Büste                              |            | |
| Friedrich Hessing                         |       |                                   | Büste                              |            | |
| Graf von Schwerin                         |       |                                   | Büste                              |            | |
| Friedrich III.                            |       | Privatbesitz?                     | Büste; Marmor                      |            | |
| Verklungenes Lied                         |       | ?                                 | ?                                  |            | |
| Friedrich Herzog von Anhalt               |       | Privatbesitz, erhalten            | Büste; Marmor                      | 1902       | Höhe 78 cm, seitlich im Sockel signiert und datiert „Fritz Heinemann 1902.“ |

außerdem:
| - Auf der Düne - Berliner Blumenfee - Ausgeträumt - Ente - Adler | - Athletenscherz - Frühling - Austernverkäuferin - Knabe mit Spiegel, 12,5 cm, Guss Gladenbeck - Kaufmann, 32,5 cm, Guss Gladenbeck |